# 青少年管弦樂入門
《青少年管弦樂入門》（The Young Person's Guide to the Orchestra）是英國作曲家布烈頓於1945年作創作的管弦樂作品，作品是為二戰後一齣英國教育電影《管弦樂團的樂器》（Instruments of the Orchestra）中提供資訊而寫成。作品中選用了英國早期作曲家浦賽爾於《摩爾人的復仇》中的「迴旋曲」作為主題及進行變奏，因此樂譜上和電影的開首亦註有副題「浦賽爾主題、變奏及賦格曲」（Variations and Fugue on a Theme of Purcell）。
現時，後者較常用於音樂會的器樂的表演上，而當附有旁述講解時，則多用回原來的稱呼。但在《管弦樂團的樂器》一片上，報幕部份則採用了「浦賽爾主題、變奏及賦格曲」為樂曲的名稱，而鏡頭拍攝指揮譜架上的樂譜時，同樣以「浦賽爾主題、變奏及賦格曲」為樂曲名稱，當薩金德爵士翻開樂譜時，封面內頁上才印上「青少年管弦樂入門」（The Young Persons Guide to the Orchestra）。
樂曲於1946年10月15日於英國利物浦皇家愛樂音樂廳、由馬爾科姆·薩金特爵士指揮利物浦皇家愛樂樂團作首演，薩金德爵士也負責了電影版於同年11月29日上演時的首演，負責演奏的樂團則改為倫敦交響樂團。

## 配器
- 木管樂器：短笛、2長笛、2雙簧管、2單簧管、2巴松管
- 銅管樂器：4圓號、2小號、3長號、大號
- 敲擊樂器：定音鼓、大鼓、小鼓、鈸、木魚、鈴鼓、三角鐵、鑼、木琴、響板、樂鞭
- 弦樂器：第1小提琴、第2小提琴、中提琴、大提琴、低音提琴、豎琴

### 旁述
在博浩出版社所發行的樂譜中，同樣放置了旁述和非旁述的處理部份，演奏會上多採用非旁述的處理方法，過場篇幅較短；而在不少教育音樂會上，通常都會附有旁述部份。負責這首作品旁述的內容，是由經常為布烈頓的歌劇撰寫歌劇劇本的艾力·克羅齊爾。2013年，在一場慶祝布烈頓百歲冥誕時，既是一名合唱指揮的演員西門·畢特利斯（Simon Butteriss）重新撰寫了新的版本，並於奧德堡音樂節（Aldeburgh Festival）中由BBC交響樂團演出，BBC節目主持畢尊尼（Johny Pitts）負責旁述。而美國作家兼喜劇演員約翰·霍奇曼於2015年也為波士頓普及管弦樂團的演出中採用了另一個新撰旁述版本。

## 樂曲結構
單樂章作品，共分為三個部份：
- 主題
- 變奏
- 賦格

### 主題
採用了浦賽爾於《摩爾人的復仇》中的「迴旋曲」的旋律，並由不同類別的樂器分別奏出。
- 主題A（第1次）：全體樂隊，d小調
- 主題B（第2次）：木管樂器，F大調
- 主題C（第3次）：銅管樂器，E♭大調
- 主題D（第4次）：弦樂器，開頭g小調，後來各聲部在不斷的和弦進程下（G大三和弦、F屬七和弦、B♭屬七和弦、A屬七和弦、E屬七和弦）後轉至下一段
- 主題E（第5次）：敲擊樂器，除定音鼓奏出A大調分解主和弦外，其餘皆為無音高樂器
- 主題F（第6次）：全體樂隊，d小調

### 变奏
由不同樂器個別按主題演奏相關的變奏樂段：（省略所有過場部份，沒有標示則代表與前一段相同）
- 變奏A：長笛及短笛，急板（Presto），
- 變奏B：雙簧管，慢板（Lento），
- 變奏C：單簧管，中板（Moderato），
- 變奏D：巴松管，進行曲風格的快板（Allegro alla marcia），
- 變奏E：小提琴，波蘭舞曲般的輝煌（Brillante - alla polacca），
- 變奏F：中提琴，稍慢（Meno mosso）
- 變奏G：大提琴
- 變奏H：低音提琴，逐漸地由慢板加快至快板（Comminciando lento ma accel al Allegro），
- 變奏I：豎琴，莊嚴的（Maestoso），
- 變奏J：圓號，保持原速（L'istesso Tempo），
- 變奏K：小號，活潑的（Vivace），
- 變奏L：長號及大號，壯麗的快板（Allegro Pomposo），
- 變奏M：敲擊樂器，中板（Moderato），
，順次序為：

- 第1節：定音鼓
- 第2節：大鼓、鈸
- 第3節：鈴鼓、三角鐵
- 第4節：小鼓、木魚
- 第5節：木琴
- 第6節：響板、鑼
- 第7節：樂鞭
- 第8節：敲擊樂合奏

### 賦格曲
，各樂器按變奏曲的次序，各自加入。

#### 結尾
當敲擊樂器加入後，隨即進入尾聲部份。在保持速度下節奏由
改為
，木管及弦樂的高、中音域樂器和豎琴會以齊奏方式演奏賦格曲，而銅管樂器及木管、弦樂低音域樂器則重現主題部份（拍子記號以
(
)標記），敲擊樂作節奏伴奏，當主題重現完結後，最後以簡短但強勁的終止式下完結。